# Loquillo

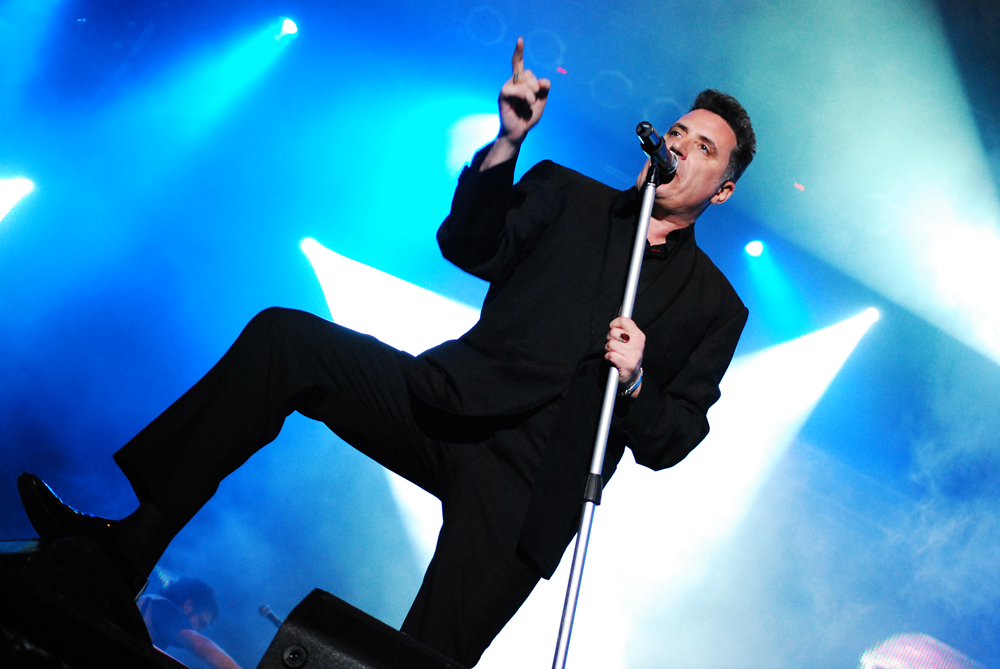
Loquillo beim "Ancel Fest 2008" in Uruguay

José María Sanz Beltrán (* 22. Dezember 1960 in Barcelona), Loquillo oder Loco, ist ein spanischer Rocksänger. In unterschiedlichen Formationen verkaufte er seit 1980 über 3 Millionen Alben.

## Formationen

### Loquillo y los Intocables (1980–1982)
- José María Sanz Beltrán Loquillo: Gesang.
- Teo Serrano Capitán Centellas: Bass und Hintergrundgesang.
- Juan Manuel Jiménez Heidenreich Caníbal: Schlagzeug und Hintergrundgesang.
- Carlos Nadal: Gitarre
- Carmen Lacarta: Gitarre.
- Sabino Méndez: Gitarre, Hintergrundgesang und Text.
- Xavier Juliá: Gitarre.

### Originalbesetzung von Loquillo y Trogloditas
- José María Sanz Beltrán Loquillo: Gesang (1982 bis 2007).
- Sabino Méndez: Gitarre, Hintergrundgesang und Text (1982 bis 1989).
- Ricard Puigdomènech: Gitarre (1983 bis 2002).
- Jordi Vila: Schlagzeug (1983 bis 1994 und von 1998 bis 2005).
- Josep Simón Ramírez: Bass (1983 bis 2007).

### Aktuelle Besetzung von Loquillo
- José María Sanz Beltrán Loquillo: Gesang, von Los Intocables von 1980 bis 1981, bei Trogloditas von 1983 bis 2007 und mit Loquillo seit 2007.
- Igor Paskual: Gitarre und Hintergrundgesang, von Trogloditas von 2002 bis 2007 und bei Loquillo seit 2007.
- Laurent Castagnet: Schlagzeug, bei Trogloditas von 2006 bis 2007 und bei Loquillo seit 2007.
- Josu García: Gitarre, Hintergrundgesang bei Loquillo seit 2009.
- Alfonso Alcalá: Bass und Hintergrundgesang bei Loquillo seit 2012.
- Mario Cobo: Gitarre und Hintergrundgesang bei Loquillo seit 2015.
- Raúl Bernal: Keyboard bei Loquillo seit 2016.

## Diskografie

### Loquillo y los Intocables
- 1980: Los tiempos están cambiando, Cúspide
- 1981: Rock and Roll Star (Single), Cúspide
- 1981: Esto no es Hawaii (Single), Cúspide
- 1982: Autopista (Single)

### Loquillo y Trogloditas

#### Studio- und Livealben
- 1983: El ritmo del garaje, Tres Cipreses
- 1984: ¿Dónde estabas tú en el 77?, DRO/Tres Cipreses
- 1985: La Mafia del Baile, Hispavox
- 1987: Mis problemas con las mujeres, Hispavox
- 1988: Morir en Primavera, Hispavox
- 1989: ¡A por ellos...! que son pocos y cobardes, Hispavox (ES: Gold)[3]
- 1991: Hombres, Hispavox
- 1993: Mientras respiremos, Hispavox

| Jahr | Titel Musiklabel                                               | Höchstplatzierung, Gesamtwochen, AuszeichnungChartsChartplatzierungen (Jahr, Titel, Musiklabel, Platzierungen, Wochen, Auszeichnungen, Anmerkungen) | Anmerkungen         |
| Jahr | Titel Musiklabel                                               | ES | Anmerkungen         |
| ---- | -------------------------------------------------------------- | --- | ------------------- |
| 1996 | Tiempos asesinos Hispavox                                      | ES68 (1 Wo.)ES | Charteinstieg: 2011 |
| 1997 | Compañeros de viaje MI-Hispavox*2000- Cuero español, EMI-Odeón | — |                     |
| 2000 | Cuero Español EMI music Spain                                  | — |                     |
| 2001 | Feo, fuerte y formal Konga Music/Blanco y Negro                | ES71 (1 Wo.)ES | Charteinstieg: 2023 |
| 2004 | Arte y ensayo DRO East West                                    | — |                     |
| 2006 | Hermanos de Sangre DRO Atlantic                                | ES15 (8 Wo.)ES |                     |

grau schraffiert: keine Chartdaten aus diesem Jahr verfügbar

#### Remixalben
- 2001: El ritmo del garage, DRO East West/3 Cipreses
- 2005: ¡A por ellos...! que son pocos y cobardes, EMI-Hispavox
- 2007: Compañeros de viaje, EMI-Hispavox

### Soloveröffentlichungen

#### Studioalben
| Jahr | Titel Musiklabel                      | Höchstplatzierung, Gesamtwochen, AuszeichnungChartsChartplatzierungen (Jahr, Titel, Musiklabel, Platzierungen, Wochen, Auszeichnungen, Anmerkungen) | Anmerkungen                                                |
| Jahr | Titel Musiklabel                      | ES | Anmerkungen                                                |
| ---- | ------------------------------------- | --- | ---------------------------------------------------------- |
| 1994 | La vida por delante EMI-Hispavox      | — |                                                            |
| 1998 | Con elegancia PICAP                   | — |                                                            |
| 1999 | Nueve tragos Zanfonia                 | — |                                                            |
| 2005 | Mujeres en pie de guerra DRO Atlantic | — |                                                            |
| 2008 | Balmoral                              | ES6 (9 Wo.)ES | Erstveröffentlichung: 8. April 2008                        |
| 2011 | Su nombre era el de todas las mujeres | ES5 (12 Wo.)ES |                                                            |
| 2012 | La nave de los locos                  | ES3 (17 Wo.)ES |                                                            |
| 2015 | Código rocker                         | ES1 (23 Wo.)ES | Erstveröffentlichung: 24. März 2016 mit Nu Niles           |
| 2016 | Viento del este                       | ES1 (26 Wo.)ES | Erstveröffentlichung: 22. April 2016                       |
| 2019 | El último clásico                     | ES4 (21 Wo.)ES | Erstveröffentlichung: 22. November 2019                    |
| 2022 | Diario de una tregua                  | ES5 (6 Wo.)ES | Erstveröffentlichung: 29. April 2022                       |
| 2023 | La vida es de los que arriesgan       | ES13 (1 Wo.)ES | Erstveröffentlichung: 21. Dezember 2023 mit Gabriel Sopeña |
| 2025 | Europa                                | ES30 (… Wo.)ES | Erstveröffentlichung: 14. März 2025                        |

grau schraffiert: keine Chartdaten aus diesem Jahr verfügbar

#### Livealben
| Jahr | Titel                                | Höchstplatzierung, Gesamtwochen, AuszeichnungChartsChartplatzierungen (Jahr, Titel, Platzierungen, Wochen, Auszeichnungen, Anmerkungen) | Anmerkungen                            |
| Jahr | Titel                                | ES | Anmerkungen                            |
| ---- | ------------------------------------ | --- | -------------------------------------- |
| 2012 | En Madrid                            | ES11 (7 Wo.)ES |                                        |
| 2014 | El Creyente                          | ES7 (23 Wo.)ES |                                        |
| 2016 | En concierto - Salud y Rock and Roll | ES7 (44 Wo.)ES | Erstveröffentlichung: 9. Dezember 2016 |

### Kompilationen
- 1987: Loquillo & Sabino 1981–1984, DRO/Tres Cipreses
- 1993: Héroes de los 80, DRO
- 1997: Simplemente lo mejor, Hispavox
- 1998: 1978–1998, Hispavox
- 2000: Loquras, EMI-Hispavox
- 2001: Grandes Éxitos (ES: Gold)
- 2002: Historia de una actitud, EMI-Hispavox

| Jahr | Titel Musiklabel                               | Höchstplatzierung, Gesamtwochen, AuszeichnungChartsChartplatzierungen (Jahr, Titel, Musiklabel, Platzierungen, Wochen, Auszeichnungen, Anmerkungen) | Anmerkungen |
| Jahr | Titel Musiklabel                               | ES | Anmerkungen |
| ---- | ---------------------------------------------- | --- | ----------- |
| 2007 | The Platinum Collection EMI-ODEON              | ES51 (5 Wo.)ES |             |
| 2009 | Rock & Roll Star – 30 años / 1980-2010         | ES21 (8 Wo.)ES |             |
| 2018 | Rock and Roll Actitud (1978–2018)              | ES1 (28 Wo.)ES |             |
| 2024 | Transgresiones – Antología poética 1994 – 2024 | ES15 (1 Wo.)ES |             |

### Singles
| Jahr | Titel Album                            | Höchstplatzierung, Gesamtwochen, AuszeichnungChartsChartplatzierungen (Jahr, Titel, Album, Platzierungen, Wochen, Auszeichnungen, Anmerkungen) | Anmerkungen                |
| Jahr | Titel Album                            | ES | Anmerkungen                |
| ---- | -------------------------------------- | --- | -------------------------- |
| 2005 | Luche contra la ley Hermanos de Sangre | ES11 (4 Wo.)ES | Loquillo Y Los Trogloditas |
| 2008 | Sol Balmoral                           | ES4 (9 Wo.)ES |                            |
| 2014 | Feo, fuerte y formal                   | ES24 ×2Doppelplatin · (2 Wo.)ES | Loquillo y Trogloditas     |

Weitere Singles
- 1983: Cadillac solitario (Loquillo y Trogloditas, ES: ×3Dreifachplatin )
- 1983: El ritmo del garaje (Loquillo y Trogloditas, ES: Gold)
- 1988: El rompeolas (Loquillo y Trogloditas, ES: Gold)

### Boxsets
| Jahr | Titel                 | Höchstplatzierung, Gesamtwochen, AuszeichnungChartsChartplatzierungen (Jahr, Titel, Platzierungen, Wochen, Auszeichnungen, Anmerkungen) | Anmerkungen |
| Jahr | Titel                 | ES | Anmerkungen |
| ---- | --------------------- | --- | ----------- |
| 2014 | Original Album Series | ES86 (2 Wo.)ES |             |
| 2017 | Discografía completa  | ES40 (1 Wo.)ES |             |
| 2017 | Discografía completa  | ES75 (2 Wo.)ES |             |